# コゴメガヤツリ
コゴメガヤツリ（小米蚊帳吊、学名: Cyperus iria）は、カヤツリグサ科カヤツリグサ属の1年草。やや湿った場所に生える雑草。

## 特徴
草丈は20-60cmになる。葉は幅2-6mmで線形、多数が根出状に出るが、花序が出た後は衰退する。桿（花序の柄）の断面は三角形。花序は15cmほどになり、基部には2-3の葉状の包が出る。数本の枝を出して、それぞれの先端の軸に、多数の小穂を並べる。小穂は軸にやや寄り添うように、斜めに出る。従ってその見かけはブラシのようではない。
小穂は長さ5-10mm、幅1.5mmで黄色みを帯びる。鱗片は丸っこい。果実は鱗片より小さく、倒卵形。
全体にカヤツリグサによく似ているが、小穂の鱗片の先が丸みを帯びることが異なる。また、カヤツリグサでは小穂が軸に対して大きな角度でつき、全体がブラシ状の外見を持つのに対して、この種ではその角度が小さくて、軸に沿うようになるため、ブラシのような形にはならない。
和名は、小花が小さく、鱗片の先端が丸っこくなっていることによる。小穂がカヤツリグサよりやや小さいことによるとの記述も出回っているようだが、誤りと思われる。

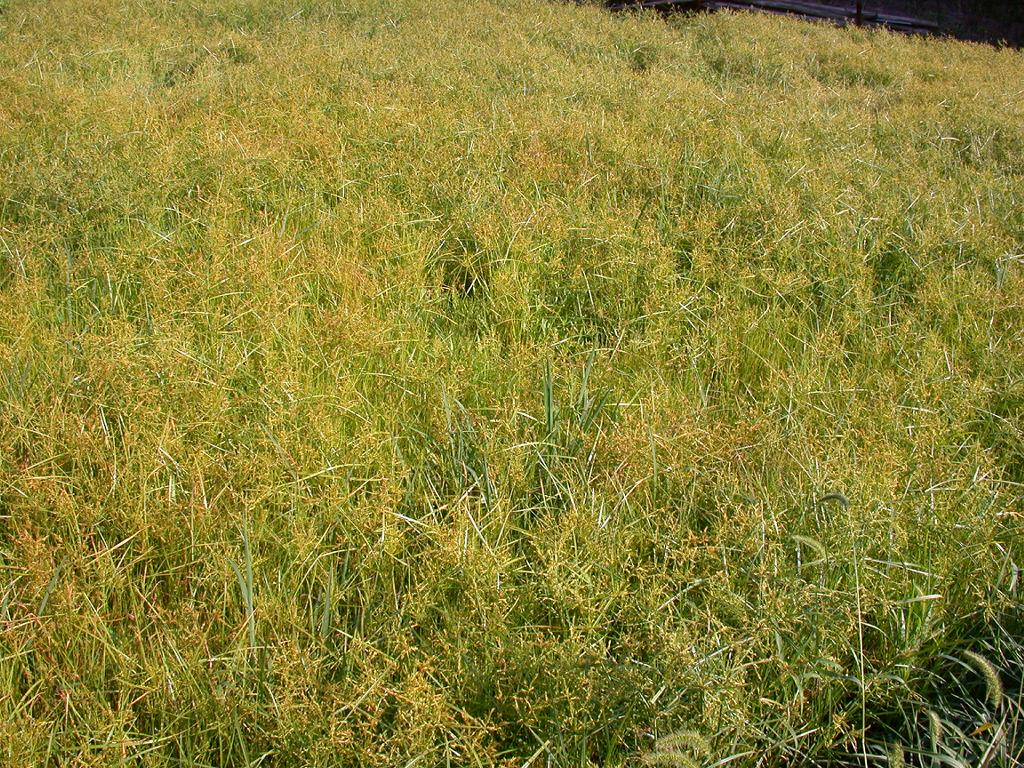
一面に生育している様子
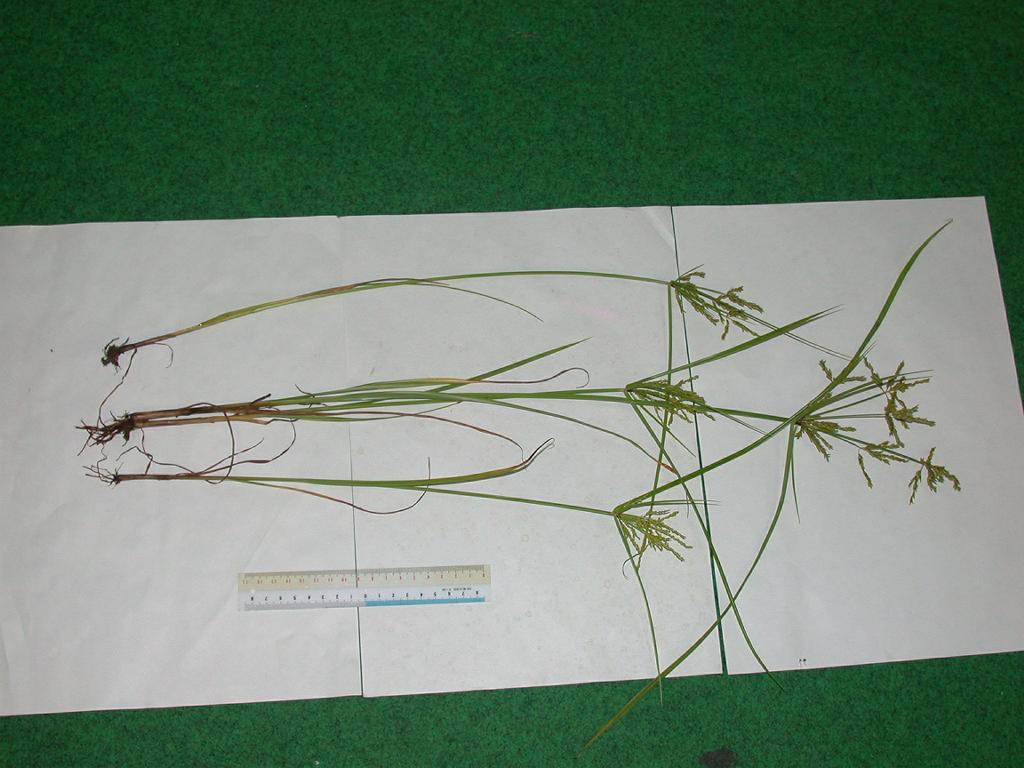
全形
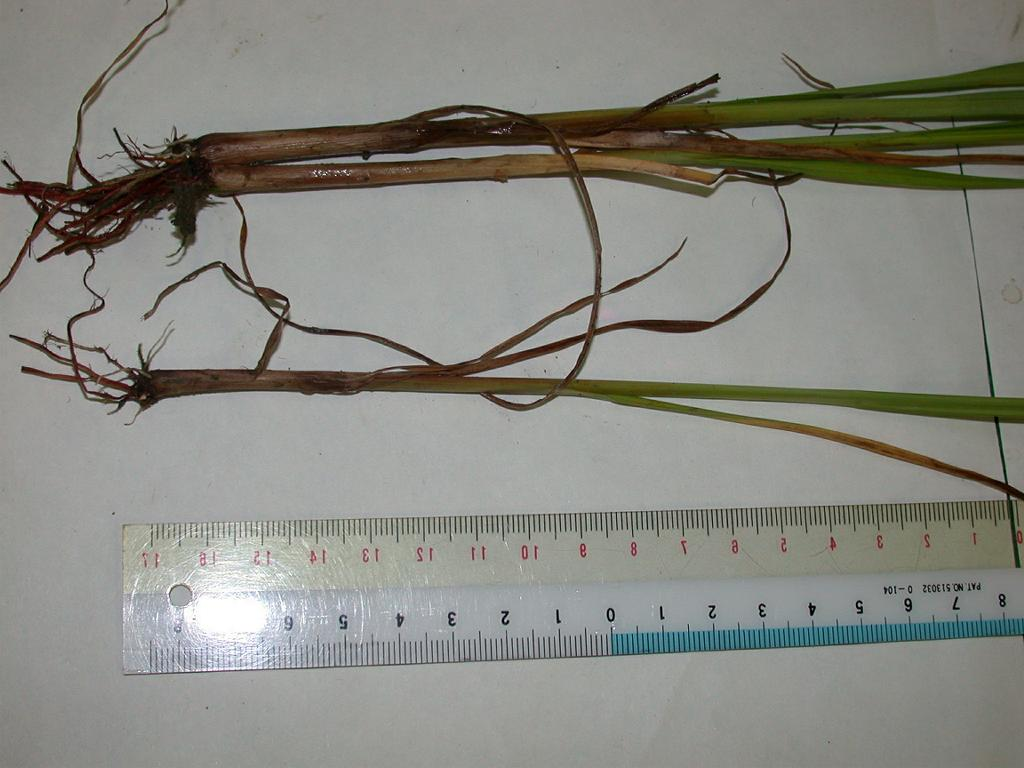
基部の様子
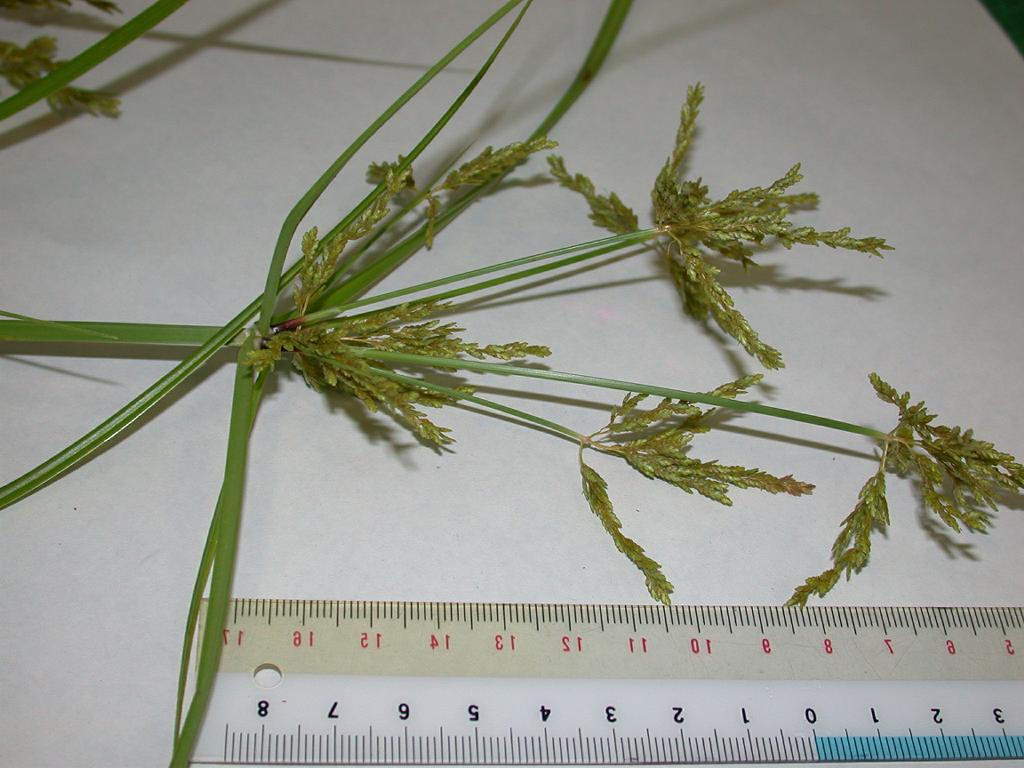
花序の様子
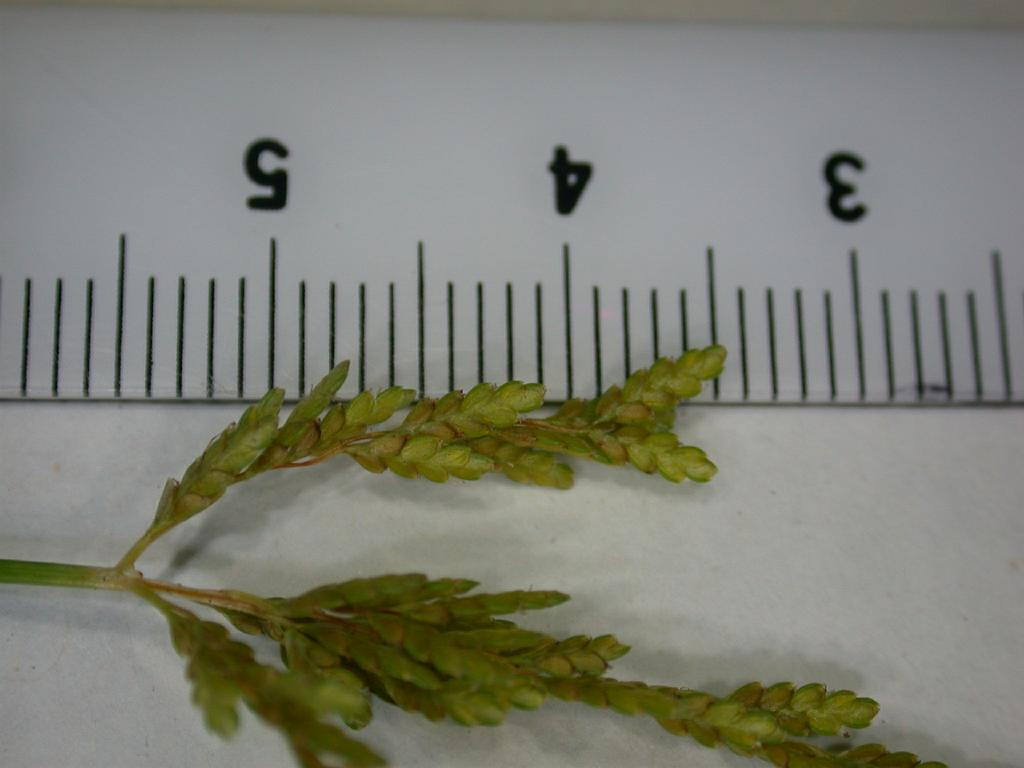
花序枝の拡大像
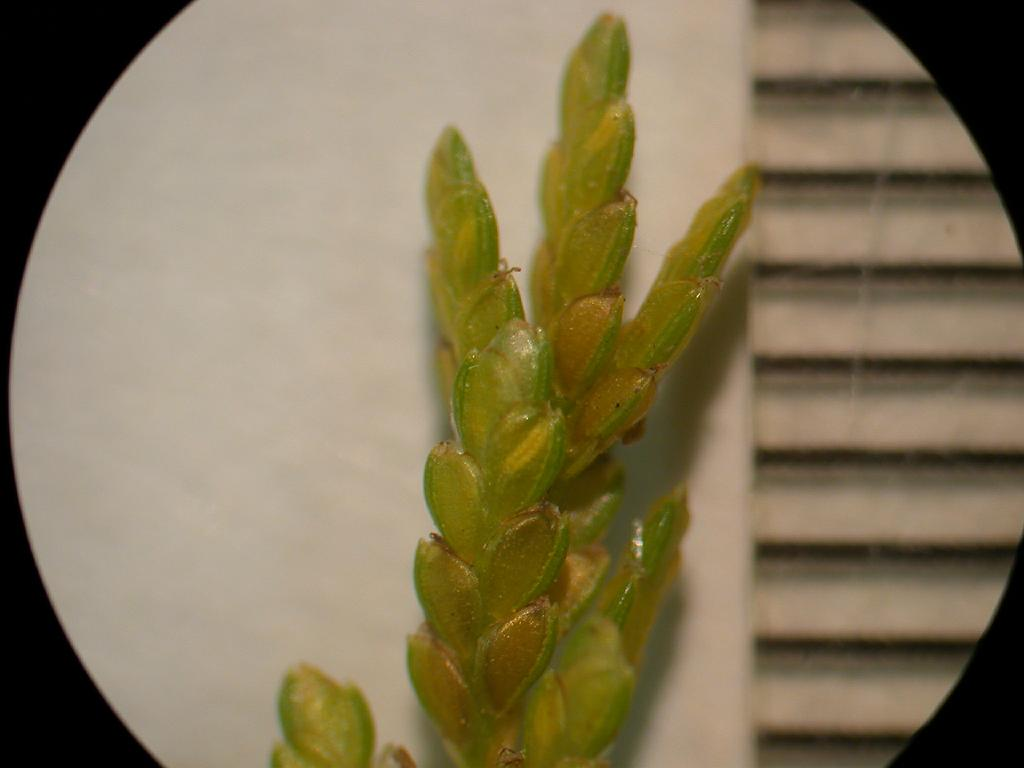
小穂
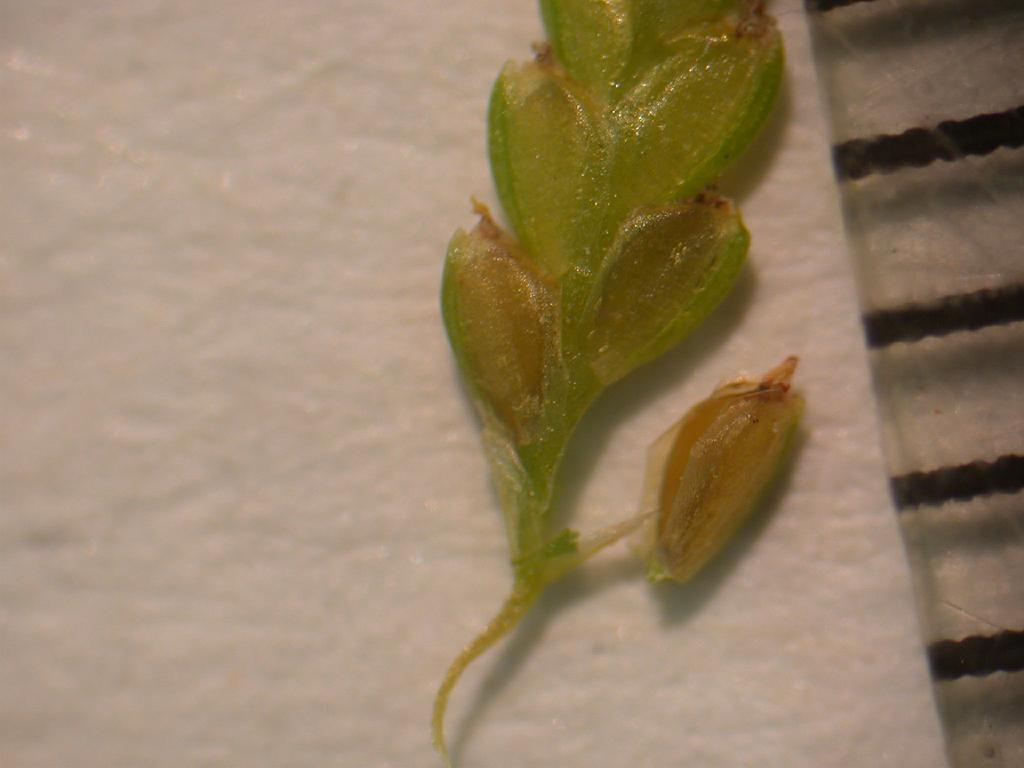
小穂の拡大像
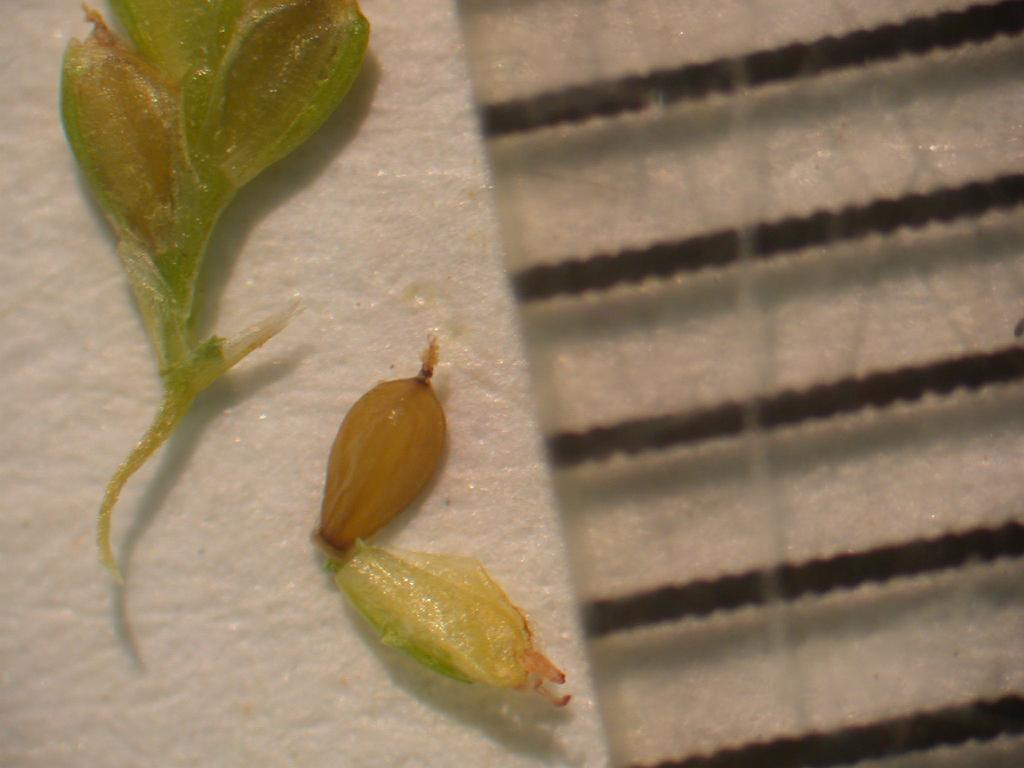
同・鱗片を剥がして果実を見せる

## 分布
日本では本州（主に岩手県以南）から琉球列島まで分布し、中国からインド、マレーシア、アフリカ、オーストラリアにまで分布する。

## 雑草として
この種は、世界の各地において、畑地および湿性耕作地の重要な雑草である。いずれの条件においても、もっとも被害の大きい雑草の一つ、との評価もある。日本においては見かけがよく似たカヤツリグサも同様に畑地の雑草として重要である。
ただし、両者をくらべた場合、本種の方が水田で、カヤツリグサの方が畑地において重要である。種子の発芽についての実験によると、両者とも種子は休眠後に発芽し、その際に光があった方が発芽率が高かった。ただしコゴメガヤツリでは湿潤状態や水浸状態の方が発芽率がよかったのに対して、カヤツリグサでは、温暖な条件ではこのような条件で発芽が抑制された。